# لامبوه
لامبوه (به بلغاری: Lambuh) یک منطقهٔ مسکونی در بلغارستان است که در ایوالوفگراد واقع شده‌است.